# 戸叶尚
戸叶 尚（とかの ひさし、1975年2月4日 - ）は、栃木県佐野市出身の元プロ野球選手（投手）。愛称は「トカピー」。

## 来歴・人物
佐野商業高校（現・佐野松桜高校）時代は2年秋の栃木県大会でベスト4入りし、3位決定戦ではノーヒットノーランを達成すると1991年の明治神宮野球大会に出場。1992年度ドラフト会議にて横浜ベイスターズから5位指名を受け、入団。
1995年にスリー・クォーター気味のサイドスローに転向すると頭角を現し、初めて一軍登板を果たす。
1996年は中継ぎとして活躍。
1997年に先発の1人として10勝を挙げた。特にこの年リーグ優勝・日本一になったヤクルト戦に強く、ヤクルトキラーとしても5勝を挙げた。
1998年は不調に悩んだが夏場以降に復調。シーズン7勝中、巨人キラーとして3勝を挙げ、横浜の優勝に貢献した。
翌年背番号を19に変更した。
しかし、1999年・2000年は低迷し、2000年オフに進藤達哉・新井潔と共に小川博文・杉本友・前田和之との3対3の交換トレードでオリックス・ブルーウェーブへ移籍。
2001年は先発7試合を含む自己最多の43試合に登板した。
2004年は中継ぎとして40試合に登板し、プロ入り後初めて防御率2点台の好成績を残す。
2005年に球団合併に伴う分配ドラフトを経て東北楽天ゴールデンイーグルスへ移籍。同年は12試合に登板して防御率は5.25だったが、WHIPは0.92を記録した。
2006年は早期の精巣癌の手術を受けていたことが判明。8月末には練習に復帰し、再起を期待されたが1軍登板は無く、同年オフに球団から戦力外通告を受ける。トライアウトに参加したものの獲得する球団が現れず、現役を引退。12月1日に自由契約選手公示された。
2007年からは楽天イーグルスTV（インターネット放送）の野球解説者として活動。同年4月にスパトライアスロンのイメージキャラクター・広報・宣伝に就任。同年12月に石井琢朗総合プロデュース『Takuro Athletic Academy（琢朗アスレティックアカデミー）』のヘッドコーチに就任。2013年からは同じく元プロ野球選手の斉藤秀光と共に横浜緑ボーイズを発足。2019年現在は中学硬式野球チーム・世田谷南ボーイズのコーチなどを務めている。

## 選手としての特徴
入団当初はオーバースローだったがサイドスローに転向。140km/h台中盤から後半のストレートとスライダー・カーブなどの多彩な変化球を投げ分ける。特に「トカちゃんボール」と自身で命名したシンカーが97年の飛躍に繋がった。サイドスローに転向してからは球速が上がった一方で、横浜ベイスターズが1998年の日本シリーズ第3戦で1試合最多与四球を記録した際、原因の一端となったり、翌1999年に1イニング最多四球（6四球）を記録したりと制球を乱すことが多々あり、フォームがアーム式の故に先発投手としてはスタミナに課題があったため規定投球回や完投はクリアできなかった。

## 詳細情報

### 年度別投手成績
| 年 度      | 球 団      | 登 板 | 先 発 | 完 投 | 完 封 | 無 四 球 | 勝 利 | 敗 戦 | セ 丨 ブ | ホ 丨 ル ド | 勝 率 | 打 者 | 投 球 回 | 被 安 打 | 被 本 塁 打 | 与 四 球 | 敬 遠 | 与 死 球 | 奪 三 振 | 暴 投 | ボ 丨 ク | 失 点 | 自 責 点 | 防 御 率 | W H I P |
| ---------- | ---------- | ----- | ----- | ----- | ----- | -------- | ----- | ----- | -------- | ----------- | ----- | ----- | -------- | -------- | ----------- | -------- | ----- | -------- | -------- | ----- | -------- | ----- | -------- | -------- | ------- |
| 1995       | 横浜       | 11    | 0     | 0     | 0     | 0        | 2     | 0     | 0        | --          | 1.000 | 86    | 18.2     | 19       | 4           | 12       | 0     | 2        | 13       | 0     | 0        | 14    | 14       | 6.75     | 1.66    |
| 1996       | 横浜       | 19    | 0     | 0     | 0     | 0        | 1     | 5     | 0        | --          | .167  | 165   | 36.2     | 41       | 3           | 15       | 0     | 4        | 34       | 0     | 1        | 22    | 18       | 4.42     | 1.53    |
| 1997       | 横浜       | 37    | 21    | 0     | 0     | 0        | 10    | 7     | 0        | --          | .588  | 542   | 127.0    | 109      | 14          | 49       | 3     | 8        | 111      | 6     | 0        | 67    | 58       | 4.11     | 1.24    |
| 1998       | 横浜       | 23    | 23    | 0     | 0     | 0        | 7     | 8     | 0        | --          | .467  | 539   | 123.2    | 140      | 15          | 39       | 1     | 5        | 79       | 3     | 0        | 79    | 71       | 5.17     | 1.45    |
| 1999       | 横浜       | 15    | 9     | 0     | 0     | 0        | 2     | 6     | 0        | --          | .250  | 275   | 58.1     | 74       | 15          | 30       | 0     | 4        | 31       | 0     | 0        | 49    | 46       | 7.10     | 1.78    |
| 2000       | 横浜       | 6     | 0     | 0     | 0     | 0        | 0     | 0     | 0        | --          | ----  | 27    | 6.0      | 4        | 2           | 5        | 0     | 1        | 0        | 0     | 0        | 6     | 5        | 7.50     | 1.50    |
| 2001       | オリックス | 43    | 7     | 0     | 0     | 0        | 2     | 4     | 0        | --          | .333  | 293   | 68.2     | 49       | 9           | 37       | 1     | 3        | 76       | 2     | 1        | 35    | 31       | 4.06     | 1.25    |
| 2002       | オリックス | 12    | 8     | 0     | 0     | 0        | 3     | 3     | 0        | --          | .500  | 206   | 49.1     | 48       | 9           | 11       | 1     | 1        | 46       | 1     | 1        | 23    | 22       | 4.01     | 1.20    |
| 2003       | オリックス | 34    | 1     | 0     | 0     | 0        | 1     | 2     | 0        | --          | .333  | 216   | 44.2     | 46       | 8           | 33       | 3     | 4        | 32       | 2     | 0        | 31    | 25       | 5.04     | 1.77    |
| 2004       | オリックス | 40    | 0     | 0     | 0     | 0        | 4     | 0     | 0        | --          | 1.000 | 207   | 48.1     | 43       | 6           | 27       | 5     | 1        | 29       | 2     | 0        | 16    | 14       | 2.61     | 1.45    |
| 2005       | 楽天       | 12    | 0     | 0     | 0     | 0        | 0     | 0     | 0        | 1           | ----  | 47    | 12.0     | 6        | 2           | 5        | 0     | 2        | 15       | 1     | 0        | 7     | 7        | 5.25     | 0.92    |
| 通算：11年 | 通算：11年 | 252   | 69    | 0     | 0     | 0        | 32    | 35    | 0        | 1           | .478  | 2603  | 593.1    | 579      | 87          | 263      | 14    | 35       | 466      | 17    | 3        | 349   | 311      | 4.72     | 1.42    |

### 記録
- 初登板：1995年7月31日、対阪神タイガース14回戦（阪神甲子園球場）、9回裏に4番手で救援登板・完了、1回無失点
- 初奪三振：同上、9回裏に高波文一から
- 初勝利：1995年8月18日、対阪神タイガース15回戦（横浜スタジアム）、6回表に2番手で救援登板、2回無失点
- 初先発：1997年5月1日、対ヤクルトスワローズ6回戦（横浜スタジアム）、5回1/3を無失点で勝利投手
- 初ホールド：2005年9月25日、対千葉ロッテマリーンズ20回戦（フルキャストスタジアム宮城）、7回表2死に3番手で救援登板、1/3回無失点

### 背番号
- 63 （1993年 - 1998年）
- 19 （1999年 - 2000年）
- 17 （2001年 - 2006年）